# Renate Jansen
Renate Jansen (nacida el 7 de diciembre de 1990) es una futbolista internacional neerlandesa. Juega como delantera en la Eredivisie neerlandesa para el Twente y la selección nacional de los Países Bajos.

## Carrera de club
Su carrera comenzó en los equipos juveniles de SV Abbenes en su Abbenes natal. En 2005, comenzó a jugar en el B1 (equipo masculino) del VV Kagia, en Lisserbroek. En 2007 dejó el club y se unió a Ter Leede, para luego unirse a HvA.
En el verano de 2008 firmó con el ADO Den Haag de la Eredivisie. En la temporada 2011-12 ganó el doblete (Liga y Copa) con el club. En la temporada 2012-13, se creó una nueva liga (BeNe League) con clubes de Bélgica y los Países Bajos que reemplazó a las ligas nacionales de ambos países. En la misma temporada, marcó en su debut en la Champions League contra el Rossiyanka.
El 19 de abril de 2014 disputó su partido oficial número 150 con ADO (131 por liga, 16 de copa, 2 de Champions y 1 de la Supercopa BeNe) contra el FC Twente. Desde su debut en el club el 21 de agosto de 2008 se había perdido sólo tres partidos y había marcado 87 goles (71 por liga, 15 de copa y 1 de Champions).
Después de siete temporadas en ADO, donde marcó 109 goles en 181 partidos en total, se unió al FC Twente en el verano de 2015 Ganó el título de liga 2015-16 en su primera temporada con el FC Twente.

## Carrera internacional
Jansen hizo su debut con la selección neerlandesa el 1 de abril de 2010 contra Eslovaquia. Formó parte de las concentraciones de entrenamiento con la selección nacional y jugó en amistosos hasta 2017, cuando fue incluida en el plantel para la Copa de Algarve 2017. Su gran oportunidad en un torneo importante se produjo poco después, ya que fue seleccionada para la Eurocopa 2017, donde jugó cuatro partidos entrando como suplente en el torneo ganado por las neerlandesas.

### Goles internacionales
| Gol | Fecha              | Lugar                                               | Adversario | Resultado parcial | Resultado final | Competencia          |
| --- | ------------------ | --------------------------------------------------- | ---------- | ----------------- | --------------- | -------------------- |
| 1.  | 20 de mayo de 2015 | Sparta Stadion, Rotterdam, Países Bajos             | Estonia    | 6–0               | 7–0             | Amistoso             |
| 2.  | 20 de mayo de 2015 | Sparta Stadion, Rotterdam, Países Bajos             | Estonia    | 7–0               | 7–0             | Amistoso             |
| 3.  | 1 de marzo de 2017 | Estádio Municipal de Albufeira, Albufeira, Portugal | China      | 1–0               | 1–0             | Copa de Algarve 2017 |

## Palmarés

### Clubes
ADO Den Haag
- Eredivisie (1): 2011–12
- Copa de Holanda (2): 2011-12, 2012-13

FC Twente
- Eredivisie (1): 2015–16

### Internacional
Países Bajos
- Eurocopa (1): 2017
- Copa Algarve :  2018[13]